# Xã Upper Paxton, Quận Dauphin, Pennsylvania
Xã Upper Paxton (tiếng Anh: Upper Paxton Township) là một xã thuộc quận Dauphin, tiểu bang Pennsylvania, Hoa Kỳ. Năm 2010, dân số của xã này là 4.161 người.